# Ğ
Ğ es la 9.ª letra del alfabeto turco, basada en la G del alfabeto latino con el añadido de un breve diacrítico. En turco se denomina Yumuşak g que significa "g suave". Es una consonante, aunque normalmente sirve para prolongar el sonido de la letra vocal que lo precede. En turco La letra Ğ nunca se encuentra a comienzos de una palabra y en palabras de una sola sílaba solo se puede encontrar al final.
En el turco la Ğ es considerada una letra de pleno derecho y no una variación; y se utiliza también en el azerí y algunas otras lenguas túrquicas.